# 조성윤
조성윤(본명 : 조강현, 1985년 2월 27일 ~ )은 대한민국의 배우다.
외할아버지과 아버지 조준기는 조강현은 한국인 최초로 주민등록상 독도로 기록되었다.

## 출연작

### 영화
- 《쌍화점》 (2008년) - 건룡위 역
- 《쩨쩨한 로맨스》 (2010년) - 정배친구 역

### 드라마
- 2013년 JTBC 주말연속극 《맏이》 - 종복 역
- 2016년 MBC 주말연속극 《불어라 미풍아》 - 김영철 역
- 2017년 SBS 월화드라마 《귓속말》 - 이동민 역
- 2017년 JTBC 금토드라마 《품위있는 그녀》 - 구봉철 역

### 뮤지컬
- 《스토리 오브 마이 라이프》
- 《잭 더 리퍼》
- 《삼총사》
- 《드라큘라》
- 《해를 품은 달》
- 《락 오브 에이지》
- 《형제는 용감했다》
- 《STORY OF MY LIFE》
- 《셜록홈즈》
- 《쓰릴미》
- 《김종욱 찾기》
- 《지킬 앤 하이드》
- 《타이타닉》
- 《용의자X의 헌신》

### 연극
- 《멜로드라마》
- 《유럽블로그》
- 《타지마할의 근위병》

## 수상
- 2012년 제1회 서울뮤지컬페스티벌 예그린어워드 연기예술부문 남우신인상
- 2012년 제6회 더 뮤지컬 어워즈 남우신인상